# Pararge adrasta
Pararge adrasta är en fjärilsart som beskrevs av Jacob Hübner 1827. Pararge adrasta ingår i släktet Pararge och familjen praktfjärilar. Inga underarter finns listade i Catalogue of Life.